# Galeus priapus
Galeus priapus är en hajart som beskrevs av Bernard Séret och Last 2008. Galeus priapus ingår i släktet Galeus och familjen rödhajar. IUCN kategoriserar arten globalt som livskraftig. Inga underarter finns listade i Catalogue of Life.